# Aups (tổng)
Tổng Aups là một tổng thuộc tỉnh Var trong vùng Provence-Alpes-Côte d'Azur.

## Địa lý
Tổng này được tổ chức xung quanh la xã Aups về phía nam. Tổng này thuộc quận Brignoles. Cao độ vùng này từ 390 m (ở xã Aups) đến 1577 m ở đỉnh Grand Margès (Aiguines) với độ cao trung bình 683 m.

## Các xã
Tổng Aups gồm 6 xã với dân số tổng cộng 2 944 người (dân số không tính trùng).
| Xã                    | Dân số | Mã bưu chính | Mã insee |
| --------------------- | ------ | ------------ | -------- |
| Aiguines              | 251    | 83630        | 83002    |
| Aups                  | 2 029  | 83630        | 83007    |
| Baudinard-sur-Verdon  | 151    | 83630        | 83014    |
| Bauduen               | 302    | 83630        | 83015    |
| Les Salles-sur-Verdon | 193    | 83630        | 83122    |
| Vérignon              | 18     | 83630        | 83147    |

## Thông tin nhân khẩu
| 1962                                                     | 1968  | 1975  | 1982  | 1990  | 1999  |
| -------------------------------------------------------- | ----- | ----- | ----- | ----- | ----- |
| 1 882                                                    | 2 037 | 1 960 | 2 191 | 2 490 | 2 716 |
| Nombre retenu à partir de 1962 : dân số không tính trùng |       |       |       |       |       |